# Карира (микрорегион)
Карира (порт. Microrregião de Carira) — микрорегион в Бразилии, входит в штат Сержипи. Составная часть мезорегиона Сертан штата Сержипи. 
Население составляет 	68 509	 человек (на 2010 год). Площадь — 	1 874,723	 км². Плотность населения — 	36,54	 чел./км².

## Демография
Согласно сведениям, собранным в ходе переписи 2010 г. Национальным институтом географии и статистики (IBGE), население микрорегиона составляет:						
| Полное население                             | Полное население                             | Полное население                             | Полное население                             | 68 509 |
| -------------------------------------------- | -------------------------------------------- | -------------------------------------------- | -------------------------------------------- | ------ |
| в том числе:                                 | Городское население                          | 39 279                                       | Процент городского населения, %              | 57,33  |
|                                              | Сельское население                           | 29 230                                       | Процент сельского населения, %               | 42,67  |
|                                              | Мужское население                            | 33 926                                       | Процент мужского населения, %                | 49,52  |
|                                              | Женское население                            | 34 583                                       | Процент женского населения, %                | 50,48  |
| Плотность населения, чел/км²                 | Плотность населения, чел/км²                 | Плотность населения, чел/км²                 | Плотность населения, чел/км²                 | 36,54  |
| Население микрорегиона в % к населению штата | Население микрорегиона в % к населению штата | Население микрорегиона в % к населению штата | Население микрорегиона в % к населению штата | 3,31   |

## Статистика
- Валовой внутренний продукт на 2004 составляет 193 496 169,00 реалов (данные: Бразильский институт географии и статистики).
- Валовой внутренний продукт на душу населения на 2004 составляет 2993,30 реалов (данные: Бразильский институт географии и статистики).
- Индекс развития человеческого потенциала на 2000 составляет 0,614 (данные: Программа развития ООН).

## Состав микрорегиона
В составе микрорегиона включены следующие муниципалитеты:
1. Карира
2. Фрей-Паулу
3. Носа-Сеньора-Апаресида
4. Педра-Моли
5. Пиньян
6. Рибейрополис